# 馬來西亞下議院
下议院是马来西亚国会中的下院，共222个议员议席，在最高元首御准法律前，必须由其与上议院（Dewan Negara）通过。
第15届国会下议院已于2022年11月19日选出，已于2022年12月19日起召开第一会期的会议。

## 规模与议事程序
依据马来西亚宪法第39条，在马来西亚的国会负责通过、修法与废法的任务，直属于马来西亚的最高元首
下议院议员（下议员）不论在探讨任何议题时，均有不受威胁与恐惧的权利，只有由下议员推选出来负责议会秩序的国会特权委员会才能指责议员，这种议会免责权在议员宣誓就任时生效，但是并不在议会外有效，唯一的例外是1969年五一三事件后，国会于1971年宪法修正案中，修改《煽动法令》，在这部法律禁止国会议员和民众在公共场合商议废除宪法保障的原住民权益（例如宪法第153条），这禁令甚至后来连上院都须遵守，议员不能扬言推翻最高元首或各州的君主，但对元首的议论则是豁免于司法检控的。为顾及司法权，国会议员也不得直接议论联邦法院、上诉庭及高等法院的法官，除非事先取得议会四份之一议员的联署，才能提上议程。
马来西亚政府的行政权由首相领导的内阁掌握，通常阁员出身于国会，而大多数通常又是出身自下议院，在首相经选举、辞职或死亡后，最高元首会任命首相，首相是政府的首脑而在宪法上直属于元首，在实际运作上首相通常都身为最大党的领袖，首相会依照自己的意愿来订定阁员名单再交由元首任命，因此内阁成员通常都是出身于国会。若下院通过对首相的不信任案或是预算案不获通过，则首相必须向元首提交辞呈或建议解散国会，元首将决定是否解散国会或任命新的首相。内阁负责制定政府政策的草案——条例草案并提呈交到下议院，而做出这些决策的会议通常是私下进行的，当内阁做出决策后就必须遵照「集体负责」的原则，即使有些成员可能无法认同，如果内阁无法负起整体责任那必须辞职，儘管在宪法并未明定这些规范。同样的，在宪法中没有明定「副首相」一职，但他是事实上（de facto）的首相继任人，而在首相死亡或无法视事的状况下就会接任。
当法律开始商议的时候，相关的政府官员和检察总长必须予以相关建议，在制订草案的时候将由内阁讨论，当草案将举行表决的时候会分给每个下院议员，在一读的时候相关部长及其次官必须呈交给国会，在二读时由国会议员交互诘问，在三读时需得到过半的议员支持才能通过，在特殊的状况下甚至必须超过2/3席次的议员同意，如修宪时。若通过后将交由上议院再一次的三读，如果法案未获上议院通过，则可以搁置该案一个月甚至一年，到期后法案将会自动通过。
若法案获得通过，最高元首必须在30天内公布法案，若元首不同意法案，可以予以国会建议案退还重审，国会依据建议案重新表决通过后，元首依旧要在30天内公布法案，若不御准法案，则法案将在30天后自动成为法律，法律要在宪报上公布后才正式生效。
政府常常会在议案提呈辩论前试图将其保密，国会议员往往在辩论前几天才拿到议案副本，而媒体在辩论前就取得议案副本的情况则更为稀少。例如，在1968年宪法修正案的时候，一些国会议员几乎在法案提交辩论的当天才取得法案副本，而三读的过程几乎在当天就进行完毕。只有在少数的状况下政府才会事先发布白皮书，预先宣布政府将提呈的特定议案内容，例如制定《大专法令》时。
虽然上述的过程都是以政府提出议案为例，但也存在个别普通议员提出的议案（普通议员议案），就如其他西敏寺体系国家的立法机关一般，少数的国会议员确实会在国会提出议案，在提出普通议员议案时，必须寻求下议院将议案编入议程以进行辩论。起初，在议员要求将议案编入议程的过程中，是允许议员们就议案内容进行前期辩论的，但《议会常规》经修正后，不再允许前期辩论。此外，上议院也可以自行启动议案，无论如何，与财政相关的议案只能由内阁部长提出，而且所有法案必须在下议院提呈。
因此，由反对党所提出的议案，自然会以普通议员议案的方式提出，而这往往会出现议案不被国会严正看待的情况。部份人士指责议员辩论议案的权力已被《议会常规》所干扰，比如议员在发言前必须先将讲稿交给议长过目批准。无论如何，批评者也承认：「内阁成员常常必须面临一些刁鑽苛薄的问题，而这不会经常在新闻报导中看到。」。

## 成员
下议员必须年满18岁同时不得兼任上议员，下院的首长为议长，在休会完之后开始新的会期时由国会议员相互推选，副议长也是从相互推选产生，唯一的职责是当议长缺席时要代议长履行任务，下院设有秘书长一职，由最高元首指派，负责监督议场之秩序，和法官一样有任期保障在六十岁强制退休前不得免职
在马来西亚2008年的大选之后，一共选出222名议员，採单一选区制的方式选举，选区由马来西亚选举委员会依人口来划分，每八年会依照人口变化重划选区。
下议员每届任期五年，必须定期全面改选议员，改选的时候选民在该选区票决一席下议员，採相对多数决制票选故得票最多者当选。
当每次改选完毕之后最高元首会决定新任首相，依据宪法规定元首必需定期召开国会，每期国会的休会时间不能超过六个月，最高元首也可以按时宣布休会，并在国会任期届满时解散议会，或在首相的建议下决定是否提前解散国会。国会解散后60天内必需举行选举，并需在解散后算起的120天内重新召开。因国会中止而搁置的议案并不会因此失效，已提交最高元首等待批复的法案也不因此而受影响。

## 组成
按联邦宪法第四十六条，各州属现行的法定议席分配如下：
209位来自13个邦州：
1. 柔佛：26位
2. 吉打：15位
3. 吉兰丹：14位
4. 马六甲：6位
5. 森美兰：8位
6. 彭亨：14位
7. 槟城：13位
8. 霹雳：24位
9. 玻璃市：3位
10. 沙巴：25位
11. 砂拉越：31位
12. 雪兰莪：22位
13. 登嘉楼：8位

13位来自3个联邦直辖区：
1. 吉隆坡：11位
2. 纳闽：1位
3. 布城：1位

## 现状

马来西亚各议员所属选区的代表政党

|          |                           |                |          |            |      |
| 政党联盟 | 政党联盟                  | 国会领袖       | 状态     | 议席       | 议席 |
| 政党联盟 | 政党联盟                  | 国会领袖       | 状态     | 2022年大选 | 现今 |
|          | 希望聯盟（PH）            | 安华·依布拉欣  | 联合政府 | 82         | 82   |
|          | 國民陣線（BN）            | 阿末扎希       | 联合政府 | 30         | 30   |
|          | 砂拉越政党联盟（GPS）     | 法迪拉尤索夫   | 联合政府 | 23         | 23   |
|          | 沙巴人民联盟（GRS）       | 杰菲里吉丁岸   | 联合政府 | 6          | 6    |
|          | 沙巴民族复兴党（WARISAN） | 沙菲益阿达     | 联合政府 | 3          | 3    |
|          | 全民党                    | 孙伟瑄         | 联合政府 | 1          | 1    |
|          | 社会民主和谐党            | 社会民主和谐党 | 联合政府 | 1          | 1    |
|          | 独立人士                  | 独立人士       | 联合政府 | 2          | 2    |
|          | 国民联盟（PN）            | 慕尤丁         | 反对党   | 74         | 74   |
| 总计     | 总计                      | 总计           | 总计     | 222        | 222  |